# Лагрейндж (Арканзас)
Лагрейндж (англ. LaGrange, Arkansas) — город, расположенный в округе Ли (штат Арканзас, США) с населением в 122 человека по статистическим данным переписи 2000 года.

## География
По данным Бюро переписи населения США город Лагрейндж имеет общую площадь в 0,52 квадратных километров, водных ресурсов в черте населённого пункта не имеется.
Лагрейндж расположен на высоте 66 метров над уровнем моря.

## Демография
По данным переписи населения 2000 года в Лагрейндже проживало 122 человека, 36 семей, насчитывалось 48 домашних хозяйств и 55 жилых домов. Средняя плотность населения составляла около 203,3 человека на один квадратный километр. Расовый состав Лагрейнджа по данным переписи распределился следующим образом: 43,44 % белых, 56,56 % — чёрных или афроамериканцев.
Из 48 домашних хозяйств в 22,9 % — воспитывали детей в возрасте до 18 лет, 50,0 % представляли собой совместно проживающие супружеские пары, в 14,6 % семей женщины проживали без мужей, 25,0 % не имели семей. 20,8 % от общего числа семей на момент переписи жили самостоятельно, при этом 14,6 % составили одинокие пожилые люди в возрасте 65 лет и старше. Средний размер домашнего хозяйства составил 2,54 человек, а средний размер семьи — 2,94 человек.
Население города по возрастному диапазону по данным переписи 2000 года распределилось следующим образом: 22,1 % — жители младше 18 лет, 11,5 % — между 18 и 24 годами, 19,7 % — от 25 до 44 лет, 23,0 % — от 45 до 64 лет и 23,8 % — в возрасте 65 лет и старше. Средний возраст жителей составил 43 года. На каждые 100 женщин в Лагрейндже приходилось 96,8 мужчин, при этом на каждые сто женщин 18 лет и старше приходилось 93,9 мужчин также старше 18 лет.
Средний доход на одно домашнее хозяйство в городе составил 22 708 долларов США, а средний доход на одну семью — 26 250 долларов. При этом мужчины имели средний доход в 14 688 долларов США в год против 10 000 долларов среднегодового дохода у женщин. Доход на душу населения в городе составил 11 516 долларов в год. Все семьи Лагрейнджа имели доход, превышающий уровень бедности, 7,6 % от всей численности населения находилось на момент переписи населения за чертой бедности, при этом 11,3 % из них были старше 64 лет.